# Tytocha
Tytocha is een geslacht van vlinders van de familie spinners (Lasiocampidae).

## Soorten
- T. crassilinea (Dognin, 1923)
- T. lineata (Dognin, 1923)